# Tomasz Konopiński
Tomasz Mieczysław Gabriel Konopiński – poeta, ironista, autor tekstów, pierwszy konferansjer warszawskiej Nocy Poetów, znawca kinematografii, wykonawca pieśni ludowych, zwłaszcza ukraińskich, łemkowskich i warszawskich, założyciel i główna postać zespołu Varsovyn, muzyk grupy Sstil, współpracownik zespołu Trawnik, często realizujący swoje wizje na taśmie video. Członek zespołu Dziady Żoliborskie.

## Dyskografia
- 1995: Trawnik Czarodzieje